# Els Felius
Els Felius fou un grup de grallers del Vendrell de finals del segle xix i la primera meitat del segle xx, liderat per Pere Olivé («Pere Feliu») qui donà nom a la colla. Les primeres referències del grup les tenim a principis del segle xx (ca. 1910) i en un inici estava format per: Pere Olivé i Borrut («Pere Feliu») com a baix, Macari Domingo i Tort («Macari Cetró») primera gralla, Carles Mañé i Jané («Carlos Arlà») com a segona gralla, Joan Olivé i Borrut («Jan Feliu») com a primer timbal i Francesc Olivé i Borrut («Frasses Feliu») com a segon timbal. D'aquest grup hi ha documentades només tres actuacions i totes tres al Poble Espanyol de Barcelona. La primera, el 1929 durant l'Exposició Internacional; la segona, el 1936 durant el III Congrés Internacional de Musicologia; i la tercera, durant els actes de la Segona Festa Major del Penedès en el III Concurs de Gralles de la Història, convocat per la Casa del Penedès.